# Michelbach-le-Haut
Michelbach-le-Haut è un comune francese di 511 abitanti situato nel dipartimento dell'Alto Reno nella regione del Grand Est.

## Società

### Evoluzione demografica
Abitanti censiti